# ベアトリクス (オランダ女王)

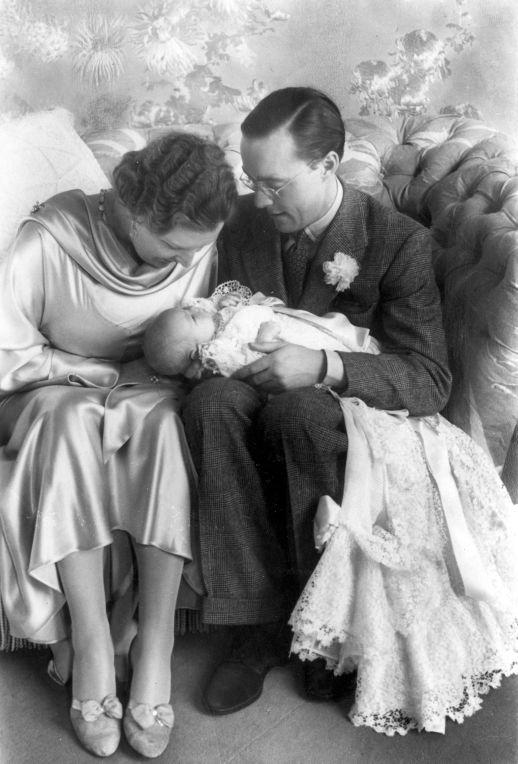
両親と幼少期のベアトリクス

ベアトリクス（オランダ語: Beatrix、1938年1月31日 - ）は、第6代オランダ国王（女王）（在位:1980年4月30日 - 2013年4月30日）、王女。全名は、ベアトリクス・ウィルヘルミナ・アルムハルト・ファン・オラニエ＝ナッサウ（オランダ語: Beatrix Wilhelmina Armgard van Oranje-Nassau）。

## 来歴
オランダ王女ユリアナの長女としてバールンで生を受けた。1940年、ナチス・ドイツのオランダ侵略により祖母ウィルヘルミナ女王、母ユリアナと共にイギリスへ亡命し、その後、遠縁のカナダ総督夫人アリスを頼り、カナダへ渡った。そのため、初等教育をカナダで受けている。
1945年、戦争が終わると王室は本国に帰還、1948年母ユリアナが即位して王位継承者となった。ライデン大学で学ぶ。
1966年3月10日、ドイツ人外交官クラウス・フォン・アムスベルクと結婚した。ナチス・ドイツの禍根から、ドイツ人と結婚することに対して、一部の国民からは強い反感を集め、結婚式場となった教会周辺には反対派のデモ隊が押し寄せ、煙爆弾が投げ込まれるなどの事件も発生している（しかし、後にクラウスは国民の広い人気を集めるようになった）。1967年、王家では百数年ぶりの男子誕生となるオラニエ公ウィレム＝アレクサンダー王太子を出産した。次いで、ヨハン・フリーゾ王子、コンスタンティン王子が生まれた。1980年、ユリアナ女王の譲位を受け、ベアトリクスは女王に即位した。2002年に夫クラウスと死別、さらに2004年には母ユリアナが崩御し、父ベルンハルトも薨去した。
2013年1月28日、テレビで演説し、「（2013年）4月30日に退位し、ウィレム＝アレクサンダーに譲位する」ことを発表した。同年4月30日に退位し、以後の称号は「王女」（オランダ語: Prinses）となった。

## 人物
公務の一環として、毎週首相と政治に関する会談をするため、大変な政策通である。また気丈な性格であり、政策の面で一致が見られなかった閣僚を解任すると警告を発したこともあった。
1995年に旧植民地であったインドネシアを訪問した際に「植民地支配はお互いに恵みを与えた」とスピーチして、インドネシア人を憤慨させた。植民地支配への謝罪はなく、インドネシア国民からは顰蹙を買ったが、オランダ国内で批判されることはなかった。オランダは東南アジアを長期にわたって植民地支配してきたが、オランダではその違法性を糺す動きはほとんど見られず、植民地支配は当時の政治体制の一部として容認されていたという認識が一般的であるためである。
先祖がジョージ2世に連なるため、イギリス王位継承順位810位前後（上位の者の誕生･死亡やカトリックへの改宗により都度頻繁に変わる）に位置する継承権者でもある。
オランダでは「女王の日」（または王の日）という、天皇誕生日と同様に国王の誕生日が祝日として設けられているが、ベアトリクスの女王時代は先代のユリアナの誕生日である4月30日としていた。ベアトリクスの誕生日は実際には1月31日であるが、屋外で行われる祝賀行事に不向きな季節であることと、母である先代への敬意から日付も継承したためである。

### 日本との関係
第二次世界大戦中、日本軍がオランダ植民地インドネシアに進軍してオランダ軍を追ったため、戦後のオランダでは反日世論が渦巻いており、オランダ王族が日本を訪問することは1962年のベアトリクスの非公式訪問までなかった。
ただし、日本及び日本皇室とベアトリクスの関係は基本的には良好である。1953年に皇太子明仁親王（当時）が非公式ながら訪問した際に、ユリアナ女王が主催した午賓会には、当時15歳のベアトリクスは出席しなかったが、1962年の初訪日後、1963年に国賓として再訪日しており、更にその翌1964年にも東京オリンピックのために訪日、と急速に距離を縮めることとなった。その後、1970年の大阪万博の際と1977年にも訪日しているが、1980年の即位後は世論の抵抗に遭い、1987年の訪日は事前に中止、1989年の昭和天皇崩御の際は世論を配慮し、オランダからのみ王族の出席がなかった。この際は天皇明仁（当時）に対し、出席できないことを手紙で説明し、配慮した。1991年10月になって初めてオランダ元首として日本を公式訪問した。この時も天皇明仁（当時）主催の宮中晩餐会のスピーチでオランダ植民地における大戦時の自国民の犠牲について言及している。しかしその一方で翌年3月に開業を控えていたハウステンボス等の現在の好ましい蘭日関係を強調している（ハウステンボスについては、自らの居所であるハウステンボス宮殿の忠実な再現及び同名の命名を許している）。これに先立つ天皇明仁（当時）の歓迎のあいさつも歴史問題に留意したものであり、両者とも一般的なスピーチよりも異例の長さであった。2000年の天皇明仁（当時）と皇后美智子の訪蘭の実現にも尽力した。
2006年夏には皇太子徳仁親王（当時）と同妃雅子ら一家の長期静養を受け入れ、滞在中も種々配慮をしている。ベアトリクスの王配クラウスは若い頃「ヒトラーユーゲント」であったため、結婚当初国民の強い批判に晒され、適応障害に陥って苦しんだことがあった。その経験からベアトリクスは雅子の適応障害のことを非常に心配していたという。

## 子女
ドイツ貴族の外交官であったクラウス・フォン・アムスベルクとの間に3男を儲けた。
- ウィレム＝アレクサンダー（1967年 - ）第7代オランダ国王
- ヨハン・フリーゾ（1968年 - 2013年）
- コンスタンティン（1969年 - ）